# Bichancourt
Bichancourt település Franciaországban, Aisne megyében. Lakosainak száma 989 fő (2022. január 1.). Bichancourt Abbécourt, Autreville, Chauny, Manicamp, Pierremande és Saint-Paul-aux-Bois községekkel határos.

## Népesség
A település népességének változása:
| Lakosok száma | 780  | 924  | 902  | 928  | 1068 | 1075 | 1048 | 1006 | 999  | 989  |
|               | 1968 | 1982 | 1990 | 2006 | 2013 | 2015 | 2017 | 2019 | 2020 | 2022 |